# Марија Шавија
Марија Шавија (Земун, 1975) српска је сликарка, сценографкиња и ликовни педагог. Редован је члан УЛУС-а и има статус слободног уметника.

## Биографија
Дипломирала је 2003. године на Факултету ликовних уметности Универзитета уметности у Београду на сликарском одсеку, а магистрирала 2006. године на Универзитету уметности у Београду – интердисциплинарне магистарске студије.
Поред уметничког стажа, има и двадесет година искуства у педагошком раду, у самосталном држању припремне наставе
за упис на уметничке факултете, као и све стручне уметничке школе. Осмислила је и специјализоване радионице за развијање визуелног мишљења, стрипа, илустрације и сторyбоарда, које је реализовала у установама културе Студенског културног центра
у Београду, у Дому омладине у Београду, као и у Kултурном центру у Новом Саду. Тренутно самостално води школу за таленте у просторијама Kултурног центра Стари град – Пароброд.
Учествовала је у великом броју групних и више самосталних изложби.

## Самосталне изложбе
Своје радове приказала је на десет самосталних изложби: 
- 2003.

Додири, Галерија Дома омладине Београд,
- 2004.

Ружичњак, Галерија АРТ & АРТ, Студентски културни центар Београд,
- 2005.

Усне, Студентски културни центар Београд
- 2014.

Рад, Дворана Културног центра и Априлски сусрети Београд
- 2018.

Алгоритам, Биографија, Студентски културни центар Београд
Одсуство слободе, Студентски културни центар Београд
Недостатак слободе као вид сликарства, Блок галерија Нови Београд
Недостатак слободе као вид сликарства, Ликовни салон Културни центар Нови Сад
- 2019.

Либертас, Дрина галерија Београд
- 2021.

Како објаснити мртвом зецу шта је слика, Галерија Луцида Београд

## Групне изложбе
Излагала је и на групним изложбама од 1996. године: 
- 1996—1999. Галерија НУБС,
- 2000. 2002. Галерија ФЛУ,
- 2000. Продајна галерија „Београд”,
- 2001, 2002. 2004. Галерија Дома омладине Београда,
- 2002. Уметнички павиљон „Цвијета Зузорић”,
- 2003. Kонак кнегиње Љубице,
- 2004. Галерија Студентског културног центра.
- 2022. Изложба Слика сада, Уметнички павиљон „Цвијета Зузорић”